# Flaga Richmondu
Flaga Richmondu – jeden z symboli amerykańskiego miasta Richmond.

## Opis flagi
Flagę Richmond stanowi prostokątny płat tkaniny o stosunku wysokości do długości jak 3:5, złożony z pasów barwnych ułożonych poziomo: ciemnobłękitnego o wysokości równej 2/3 wysokości flagi, pozostała część podzielona na cztery pasy, naprzemiennie białe i czerwone, przy czym stosunek wysokości pasów białych do czerwonych wynosi 1:3. Pośrodku błękitnego pasa umieszczono sylwetkę człowieka w łodzi, z długim prostym drągiem w dłoniach, sterującego łodzią w stronę drzewca (wszystkie symbole barwy białej). Wodę przedstawiono jako cztery niewielkie wypukłości górnego białego pasa skierowane w górę, po dwie z każdej strony łodzi. Wokół postaci łuk z dziewięciu białych gwiazd pięcioramiennych.

## Symbolika
Barwa błękitna symbolizuje wody James River, nad którą leży miasto. Postać w łodzi symbolizuje dziesiątki tysięcy osadników wszystkich ras i narodowości, którzy przyczynili się do powstania i rozwoju miasta. Barwa czerwona nawiązuje do barwy tutejszej ziemi, bogatej w glinę.

## Historia
Flagę ustanowiono 24 maja 1993. Zaprojektował ją komitet utworzony przez Radę Miasta. Znana jest poprzednia flaga miasta, ustanowiona w 1914 roku. Płat flagi miał proporcje 3:5. Flaga posiadała awers i rewers. Na płacie błękitnym po stronie awersu przedstawiono tarczę herbową o białym polu, w której symbol Temidy, nad Temidą półkoliście napis „RICHMOND VA, FOUNDED BY WILLIAM BYRD MDCCXXXVII”, wewnątrz półkola nad Temidą motto „SIC ITUR AD ASTRA” (taka jest droga do gwiazd). Po stronie rewersu umieszczono tarczę herbową o trzech pasach poziomych: górny z motywem Southern Cross, środkowy, biały, z sentencją „DEO VINDICE”, dolny pas barwy czerwonej.